# Sigrid Wolf
Sigrid Wolf, avstrijska alpska smučarka, * 14. februar 1964, Breitenwang.
Največji uspeh kariere je dosegla na Olimpijskih igrah 1988, kjer je osvojila naslov olimpijske prvakinje v superveleslalomu, na Svetovnem prvenstvu 1989 je postala še svetovna podprvakinja v isti disciplini. V svetovnem pokalu je tekmovala deset sezon med letoma 1981 in 1991 ter dosegla pet zmag in še osem uvrstitev na stopničke. V sezoni 1989 je osvojila drugo mesto v superveleslalomskem seštevku. 